# Nude
"Nude" är en låt av det brittiska bandet Radiohead, utgiven på albumet In Rainbows 2007. Den släpptes som singel den 31 mars 2008.

## Låtlista
7"
1. "Nude"
2. "4 Minute Warning"

CD
1. "Nude" - 4:17
2. "Down Is the New Up" - 5:00
3. "4 Minute Warning" - 4:05

## Medverkande
- Thom Yorke - sång
- Colin Greenwood - elbas
- Jonny Greenwood - gitarr, ondes Martenot, stråkarrangemang
- Ed O'Brien - gitarr, bakgrundssång
- Philip Selway - trummor